# Organopoda subbrunnea
Organopoda subbrunnea är en fjärilsart som beskrevs av W. Warren 1897. Organopoda subbrunnea ingår i släktet Organopoda och familjen mätare. Inga underarter finns listade i Catalogue of Life.